# سلیم مؤذن‌زاده اردبیلی
سلیم مؤذن‌زادهٔ اردبیلی (۱۵ مهر ۱۳۱۵ – ۲ آذر ۱۳۹۵) یکی از مداحان مشهور ایرانی به زبان‌های ترکی، فارسی و عربی بود که در سال ۱۳۱۵ خورشیدی در محلهٔ تازه‌شهر اردبیل زاده شد. وی که بیش‌تر نوحه‌هایی را به زبان آذری و زبان فارسی خوانده، به زبان‌ عربی نیز تسلط داشت. پدرش عبدالکریم مؤذن اردبیلی نخستین مؤذن رادیوی ایران است و برادرش رحیم مؤذن‌زادهٔ اردبیلی نیز از مؤذنان اسلامی بود.
وی در محله طوی اردبیل مداحی می کرد
سلیم مؤذن‌زاده سال‌های جوانی و میان‌سالی در ایام دههٔ محرم بیشتر در مساجد و حسینیه‌های شهرهای اردبیل، تبریز  و در دهه‌های آخر عمر، در مساجد تهران به مداحی و نوحه خوانی پرداخته بود. وی در هشتاد سالگی بر اثر کهولت سن درگذشت.

## نسبت خانوادگی
برادر او میررحیم مؤذن‌زاده اردبیلی مؤذن مشهور بود که در سال ۱۳۸۴ درگذشت. فرزند او ودود مؤذن‌زاده اردبیلی نیز خواننده، نقاش و مجسمه‌ساز مشهور ایرانی می‌باشد.

## درگذشت
وی در دوم آذر ۱۳۹۵ در سن ۸۰ سالگی و در زادگاه خود اردبیل درگذشت. پیکر او روز بعد در قطعه مفاخر اردبیل واقع در بهشت زهرا اردبیل به خاک سپرده شد.
چهره‌های سرشناس کشور در پی درگذشت وی پیام‌هایی ارسال کردند که می‌توان به علی‌اکبر صالحی رئیس انرژی اتمی، علی لاریجانی رئیس مجلس، عبدالعلی علی‌عسکری رئیس صدا و سیما، سید رضا صالحی امیری وزیر ارشاد، علی یونسی وزیر پیشین اطلاعات، علی دایی سرمربی فوتبال، حسن روحانی رئیس‌جمهور، محسن رضایی فرماندهٔ پیشین سپاه و سید عزت‌الله ضرغامی رئیس اسبق سازمان صدا و سیما و جمعی از نمایندگان مجلس شورای اسلامی اشاره کرد.

## آثار
مؤذن‌زاده به‌طور متوسط روزانه پنج ساعت از عمر خود را صرف مداحی کرده بود و بیش از دو هزار عنوان نوار کاست مربوط به برنامه‌های او از زمان پیدایش ضبط صوت تاکنون به زبان‌های ترکی، فارسی و عربی موجود است.
سلیم، صدای خوب در مداحی را از رشته‌های هنری ظریف توصیف می‌کند که ملاحت، زیر و بم آهنگ، ادای کلام و تحریرهای مناسب لازمه این هنر است.
از آثار او، می‌توان به مداحی «زینب زینب» و ماه رمضان اشاره کرد.

## ثبت ملی شیوه مداحی
- در تیر ماه ۱۳۹۸ شیوه مداحی، نوحه‌خوانی، مولودی خوانی و مناجات خوانی سلیم مؤذن زاده اردبیلی در فهرست آثار ناملموس کشور به شماره ۱۸۳۰ به ثبت رسید[۱۰]